# Зондергофен
Зондергофен (нім. Sonderhofen) — громада в Німеччині, розташована в землі Баварія. Підпорядковується адміністративному округу Нижня Франконія. Входить до складу району Вюрцбург. Складова частина об'єднання громад Ауб.
Площа — 18,80 км2. Населення становить 853 ос. (станом на 31 грудня 2020).